# محمد البيشي (لاعب كرة قدم مواليد 1988)
محمد البيشي لاعب كرة قدم سعودي ، يلعب مهاجم في نادي بيشة.
لعب مع نادي النخيل و انظم إلى نادي الفيحاء عام 2012 و انتقل إلى نادي الحزم عام 2017 و انتقل إلى نادي النجوم في 2018 وعاد إلى نادي بيشة في عام 2019.